# 阿伏伽德罗常数

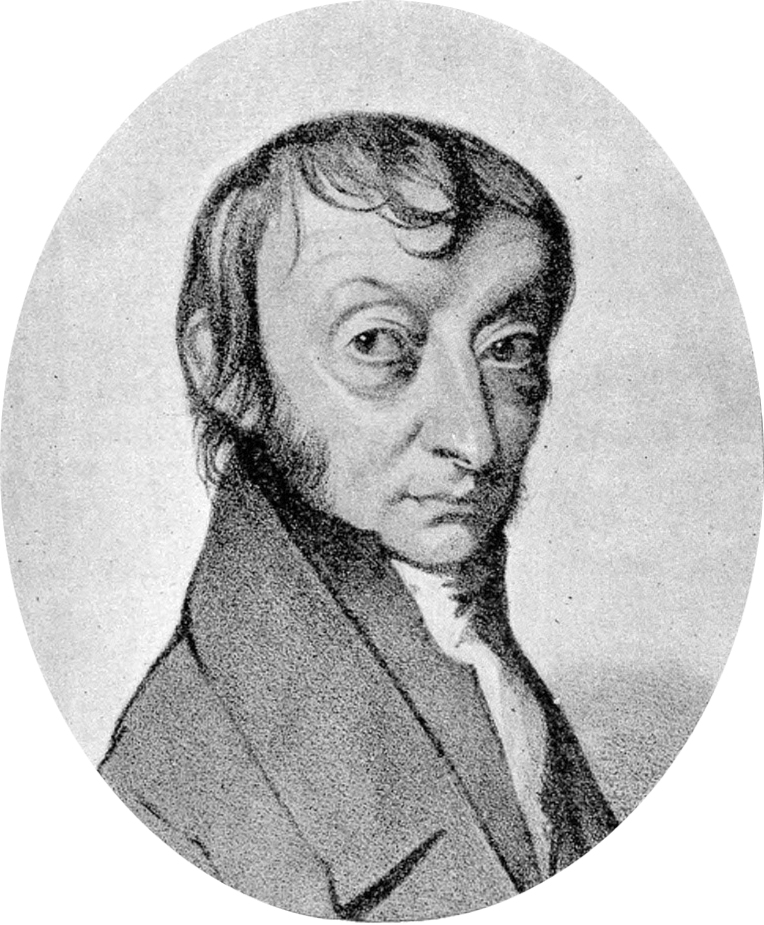
阿莫迪欧·阿伏伽德罗

在物理学和化学中，亞佛加厥常数（符号：{\displaystyle N_{A}}或{\displaystyle L}）的定義是一摩爾物質中所含的組成粒子數（一般為原子或分子），記做NA。因此，它是聯繫粒子摩爾質量（即一摩爾時的質量），及其質量間的比例係數。其数值为：
- 國際單位制數值（2019年，人為定義）：6.02214076×1023 mol−1[4]
- CODATA建議數值（2006年，基於實際測量所得）：6.022140857(74)×1023 mol−1[2][5][6]

較早的針對化學數量的定義中牽涉到另一個數，阿伏伽德罗数（英語：Avogadro number），歷史上這個詞與阿佛加德羅常數有着密切的關係。一開始阿佛加德羅數由让·佩兰定義為一克原子氢所含的分子數；後來則重新定義為12克碳-12所含的原子數量。因此，阿佛加德羅數是一個無量綱的數量，與用基本單位表示的阿佛加德羅常數數值一致。在國際單位制（SI）將摩爾加入基本單位後，所有化學數量的概念都必需被重定義。阿佛加德羅數及其定義已被阿佛加德羅常數取代。
| 各種單位下{\displaystyle N_{A}}的數值 |
| ------------------------------------- |
| 6.022140857(74)×1023 mol−1            |
| 2.73159734(12)×1026 lb-mol−1          |
| 1.707248434(77)×1025 oz-mol−1         |

## 历史
阿佛加德羅常数以19世紀初期的意大利化學家阿莫迪歐·阿佛加德羅命名，在1811年他率先提出，氣體的體積（在某溫度與壓力下）與所含的分子或原子數量成正比，與該氣體的性質無關。法國物理學家让·佩兰於1909年提出，把常數命名為阿佛加德羅常數來紀念他。佩兰於1926年獲頒諾貝爾物理學獎，他研究一大課題就是各種量度阿佛加德羅常數的方法。
阿佛加德羅常數的值，最早由奧地利化學及物理學家約翰·約瑟夫·洛施米特於1865年所得，他透過計算某固定體積氣體內所含的分子數，成功估計出空氣中分子的平均直徑。前者的數值，即理想氣體的數量密度，叫“洛施米特常數”，就是以他命名的，這個常數大約與阿佛加德羅常數成正比。由於阿佛加德羅常數有時會用L表示，所以不要與洛施米特（Loschmidt）的{\displaystyle L}混淆，而在德語文獻中可能時會把它們都叫作“洛施米特常數”，只能用計量單位來分辨提及的到底是哪一個。
要準確地量度出阿佛加德羅常數的值，需要在宏觀和微觀尺度下，用同一個單位，去量度同一個物理量。這樣做在早年並不可行，直到1910年，羅伯特·密立根成功量度到一個電子的電荷，才能夠借助單個電子的電荷來做到微觀量度。一摩爾電子的電荷是一個常數，叫法拉第常數，在麥可·法拉第於1834年發表的電解研究中有提及過。把一摩爾電子的電荷，除以單個電子的電荷，可得阿佛加德羅常數 。自1910年以來，新的計算能更準確地確定，法拉第常數及基本電荷的值（見下文#測量）。
让·佩兰最早提出阿佛加德羅數（{\displaystyle N}）這樣一個名字，來代表一克分子的氧（根據當時的定義，即32克整的氧），而這個詞至今仍被廣泛使用，尤其是入門課本改用阿佛加德羅常數（{\displaystyle N_{A}}）這個名字，是1971年摩爾成為國際單位制基本單位後的事，因為自此物質的量就被認定是一個獨立的量綱。於是，阿佛加德羅數再也不是純數，因為帶一個計量單位：摩爾的倒數（mol−1）。
儘管物質的量通常以摩爾計量，但阿伏伽德羅常數也可用其他單位表示，如磅摩爾（lb-mol）或盎司摩爾（oz-mol）。
| {\displaystyle N_{A}} | {\displaystyle =2.73159734(12)\times 10^{26}}Ib-mol-1  |
|                       | {\displaystyle =1.707248434(77)\times 10^{25}}oz-mol-1 |

## 科學上的一般用途
阿伏伽德罗常数是一個比例因數，聯繫自然中宏觀與微觀（原子尺度）的觀測。它本身就為其他常數及性質提供了關係式。例如，它確立了氣體常數R與玻耳茲曼常數{\displaystyle k_{B}}間的關係式，
{\displaystyle R=k_{\text{B}}N_{\text{A}}} = 8.31446261815324 J⋅K−1⋅mol−1
以及法拉第常數F與基本電荷{\displaystyle e}的關係式，
{\displaystyle F=N_{\text{A}}e} = 96485.3321233100184 C/mol
同時，阿伏伽德罗常数是原子質量單位（u）定義的一部份，
{\displaystyle 1\ {\rm {u}}={\frac {M_{\rm {u}}}{N_{\rm {A}}}}=1.660\,539\,040(20)\times 10^{-27}}kg
其中{\displaystyle M_{u}}為摩爾質量常數（即國際單位制下的1g/mol）。

## 測量

### 電量分析
最早能準確地測量出阿佛加德羅常數的方法，是基於電量分析（又稱庫侖法）理論。原理是測量法拉第常數{\displaystyle F}，即一摩爾電子所帶的電荷，然後將它除以基本電荷{\displaystyle e}，可得阿佛加德羅常數。
{\displaystyle N_{\rm {A}}={\frac {F}{e}}}
國家標準技術研究所（NIST）的鮑瓦爾與戴維斯（Bower & Davis）實驗在這一方法中堪稱經典 ，原實驗中電解槽的陽極是銀製的，通電後銀會“溶解”，實驗中電量計所量度的就是這些單價銀離子所帶的電量，電解液為過氯酸，內含小量過氯酸銀。設電流的大小為{\displaystyle I}，通電時間為{\displaystyle t}，從陽極中離開的銀原子質量為{\displaystyle m}及銀的原子重量為{\displaystyle A_{r}}，則法拉第常數為：
{\displaystyle F={\frac {A_{\rm {r}}M_{\rm {u}}It}{m}}}。
原實驗中部份銀原子會因機械性摩擦而脫落，而非通過電解，所以想通過銀電極的消耗量來獲得因電解而消耗的銀原子質量{\displaystyle m}，就必須要解決摩擦造成的質量消耗問題，同時又不能大幅增加實驗誤差，為此NIST的科學家們設計出一種能補償這個質量的方法：他們改在電解質中添加已知質量{\displaystyle m}的銀離子，並使用鉑製的陰極，銀離子會在陰極上形成鍍層，通過觀測鍍層來得知實驗進程。法拉第常數的慣用值為{\displaystyle F_{90}=96485.3251(12)}C/mol，對應的阿佛加德羅常數值為6.022 140 857 (74)×1023 mol-1：兩個數值的相對標準不確定度皆小於1.3×10−6。

### 電子質量測量
科學技術數據委員會（CODATA）負責發表國際用的物理常數數值。它在計量阿佛加德羅常數時，用到電子的摩爾質量{\displaystyle A_{r}(e)Mu}，與電子質量{\displaystyle m_{e}}間的比值：
{\displaystyle N_{\rm {A}}={\frac {A_{\rm {r}}({\rm {e}})M_{\rm {u}}}{m_{\rm {e}}}}}。
電子的相對原子質量{\displaystyle A_{r}(e)}，是一種可直接測量的量，而摩爾質量常數{\displaystyle M_{u}}，在國際單位制中其大小是有定義的，不用測量。然而，要得出電子的靜止質量，必須通過計算，其中要使用其他需要測量的常數：
{\displaystyle m_{\rm {e}}={\frac {2R_{\infty }h}{c\alpha ^{2}}}}。
由下表2014年國際科學技術數據委員會（CODATA）的值，可見限制阿佛加德羅常數精確度的主要因素，是普朗克常數，因為計算用的其他常數都相對地準確。
| 常數               | 符號                        | 2014年的數值                 | 相對標準的不確定度 | 與{\displaystyle N_{A}}的 相關係數 |
| ------------------ | --------------------------- | ---------------------------- | ------------------ | ---------------------------------- |
| 電子的相對原子質量 | {\displaystyle A_{r}(e)}    | 5.485 799 090 70(16)×10–4 u  | 2.9×10–11          | 0.0011                             |
| 摩爾質量常數       | {\displaystyle M_{u}}       | 0.001 kg/mol = 1g/mol        | 定義               | —                                  |
| 里德伯常數         | {\displaystyle R_{\infty }} | 10 973 731.568 508(65) m−1   | 5.9×10–12          | -0.0002                            |
| 普朗克常數         | {\displaystyle h}           | 6.626 070 040(81)×10–34 J·s  | 1.2×10–8           | -0.9993                            |
| 光速               | {\displaystyle c}           | 299 792 458 m/s              | 定義               | —                                  |
| 精細結構常數       | {\displaystyle \alpha }     | 7.297 352 5664(17)×10–3      | 2.3×10–10          | 0.0193                             |
| 阿佛加德羅常數     | {\displaystyle N_{A}}       | 6.022 140 857(74)×1023 mol−1 | 1.2×10–8           | 1                                  |

### X射線晶體密度法（XRCD）

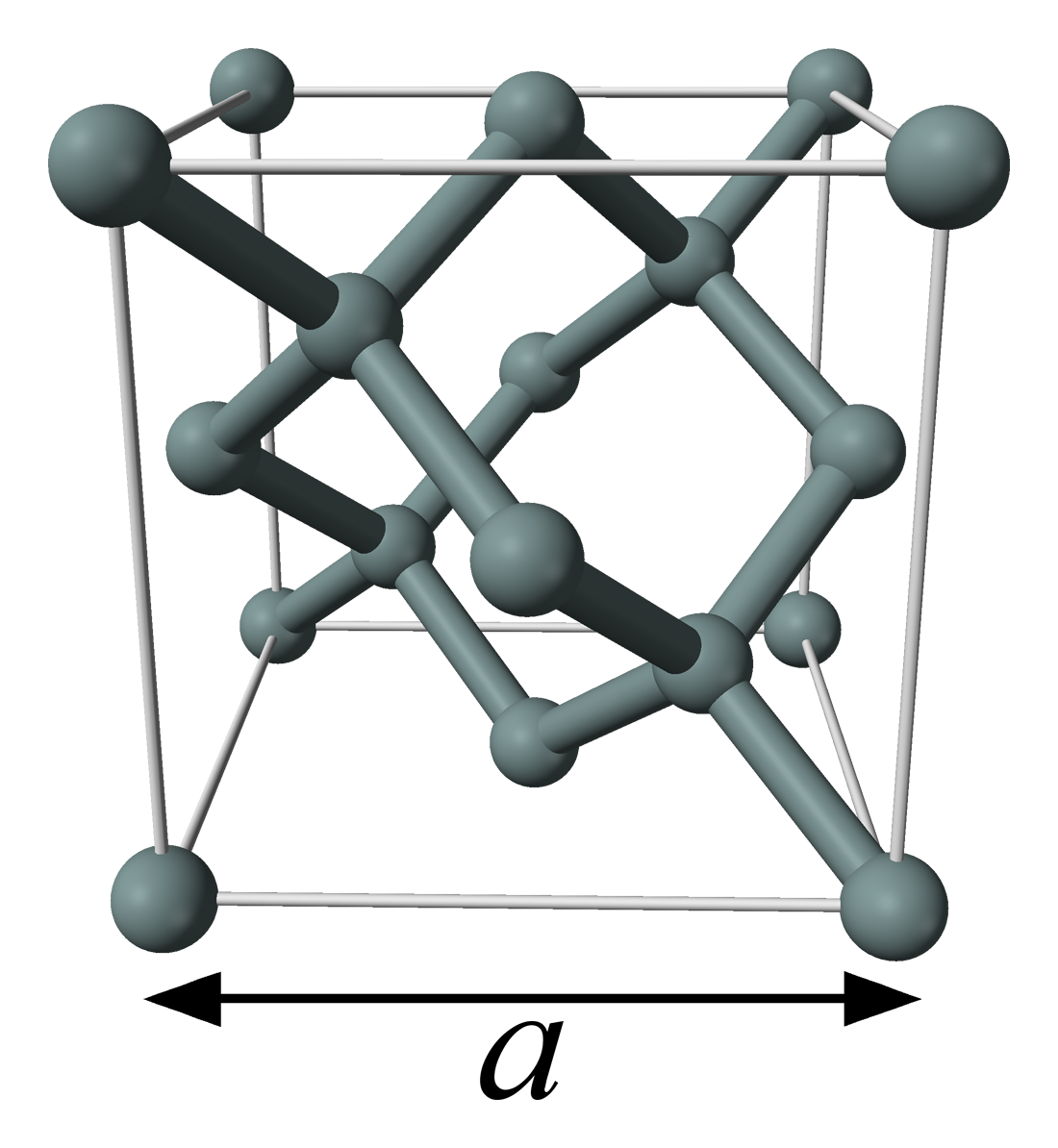
圖為硅晶胞的球棒模型。X射線繞射可以測量到晶胞參數a，其數值可用於計算阿佛加德羅常數的值

運用X射線晶體學，是一種能得出阿佛加德羅常數的現代方法。現今的商業設備可以生產出單晶硅，產物有着極高的純度，及極少晶格缺陷。這種方法把阿佛加德羅常數定為一個比值，摩爾體積{\displaystyle V_{m}}與原子體積{\displaystyle V_{atom}}間的比值：
{\displaystyle N_{\rm {A}}={\frac {V_{\rm {m}}}{V_{\rm {atom}}}}}，其中{\displaystyle V_{\rm {atom}}={\frac {V_{\rm {cell}}}{n}}}，而{\displaystyle n}則為每一體積為體積{\displaystyle V_{cell}}的晶胞內所含的原子數。
硅的晶胞有着由8個原子組成立方式充填排列，因此晶胞單元的體積，可由測量一個晶胞參數得出，而這個參數{\displaystyle a}就是立方的邊長。
實際上，所測量的距離叫{\displaystyle d_{220}}(Si)，即密勒指數{\displaystyle \left\{220\right\}}所述的各平面間的距離，相等於{\displaystyle {\frac {a}{\sqrt {8}}}}。2010年CODATA的{\displaystyle d_{220}}(Si)數值為192.0155714(32) pm，相對不確定度為1.6×10−8，對應的晶胞體積為1.60193329(77)×10−28 m3。
有必要測量樣本的同位素成份比例，並在計算時考慮在內。硅共有三種穩定的同位素({\displaystyle {\ce {^28Si}}},{\displaystyle {\ce {^29Si}}}, {\displaystyle {\ce {^30Si}}})，它們在自然界的比例差異，比其他測量常數的不確定度還要大。由於三種核素的相對原子質量有着確高的準確度，所以晶體樣本的原子重量{\displaystyle A_{r}}會經由計算得出。經由{\displaystyle A_{r}}與測量出的樣本密度{\displaystyle \rho }，可得求阿佛加德羅常數所需的摩爾體積：
{\displaystyle V_{\rm {m}}={\frac {A_{\rm {r}}M_{\rm {u}}}{\rho }}}
其中{\displaystyle M_{u}}為摩爾質量常數。根據2014年CODATA的數值，硅的摩爾體積為12.058 832 14(61)，相對標準不確定度為5.1×10−8。
根據2010年CODATA的推薦值，透過X射線晶體密度法所得出的阿佛加德羅常數，其相對不確定度為8.1×10−8，比電子質量法高，約為其一倍半。

### 国际阿伏伽德罗协作组织

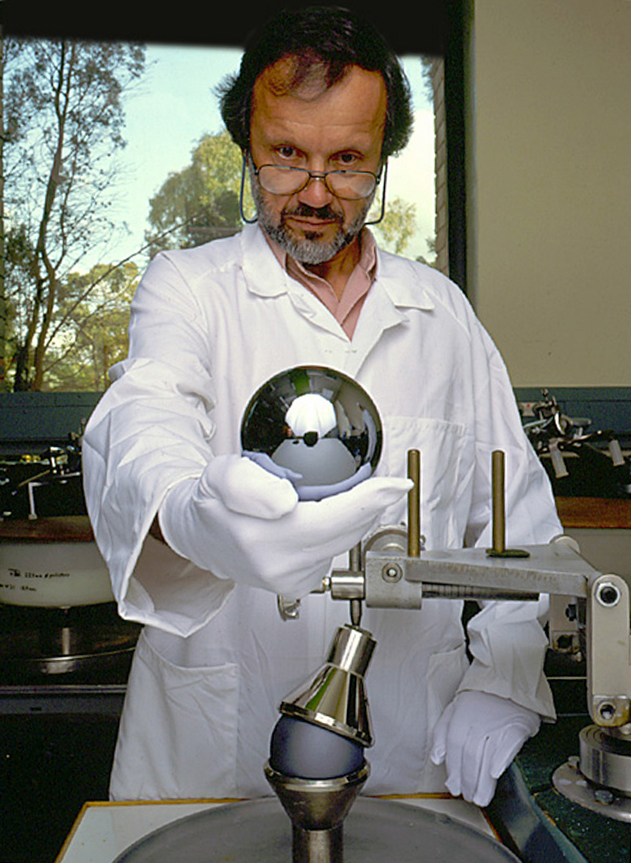
圖為澳洲精密光學中心的一名光學儀器專家，他手持的正是國際阿伏伽德羅協作組織的一千克單晶體硅製球體。

国际阿伏伽德罗协作组织（IAC），又稱“阿佛加德羅計劃”，是各國计量局於1990年代初開始建立的協作組織，目標是透過X射線晶體密度法，將相對不確定度降低至低於2×10−8的水平。這個計劃是千克新定義計劃的一部份，千克的新定義將會由通用的物理常數組成，取代現行的國際千克原器。而阿佛加德羅計劃同時會與稱量千克原器的功率天平測量互補，共同提昇普朗克常數的精確度。在現行的國際單位制（SI）定義下，測量阿佛加德羅常數，就是間接地測量普朗克常數：
{\displaystyle h={\frac {c\alpha ^{2}A_{\rm {r}}({\rm {e}})M_{\rm {u}}}{2R_{\infty }N_{\rm {A}}}}}。
測量對象是一個受過高度打磨的硅製球體，重量為一千克整。使用球體是因為這樣做會簡化其大小的測量（因此密度也是），以及將無可避免的表面氧化層效應最小化。最早期的測量，用的是有着自然同位素成份的硅球，常數的相對不確定度為3.1×10−7。這些最早期的數值，與從瓦特秤來的普朗克常數測量結果並不一致，儘管科學家們認為他們已經知道差異的成因。
早期數值的剩餘不確定性，來源為硅同位素構成的測量，這個測量是用於計算原子重量的，因此在2007年種出了一4.8千克的同位素濃縮硅單晶（99.94%{\displaystyle {\ce {^28Si}}}），然後從中切割出兩個各一千克的球體。球體的直徑測量在重覆時相差小於0.3nm，重量的不確定度為3μg。報告論文於2011年1月時發表，概括了國際阿佛加德羅協作組織的研究結果，同時提交了對阿佛加德羅常數的測量數值，為 6.02214078(18)×1023 mol−1，與瓦特秤的數值一致，但更準確。

## 参看
- 化学
- 常数
- 物质的量
- 阿伏伽德罗定律
- “摩尔日”，美国化学家的节日，从10月23日早6:02到晚6:02，以纪念NA